# Adonisea perminuta
Adonisea perminuta är en fjärilsart som beskrevs av Edwards 1881. Adonisea perminuta ingår i släktet Adonisea och familjen nattflyn. Inga underarter finns listade i Catalogue of Life.